# Són elles!
 Són elles!  (original: Them!) és una pel·lícula estatunidenca dirigida per Gordon Douglas, estrenada el 1954. Ha estat doblada al català.
Primera pel·lícula de «grans bèsties», inspirada per l'amenaça nuclear, aquest film continua sent sens dubte una de les millors pel·lícules del gènere per l'enginy dels efectes especials, la intel·ligència del guió i el domini de l'escenificació.

## Argument
Tot comença al cor del desert de Nou Mèxic, a l'indret on van tenir lloc les primeres proves nuclears.,Un xèrif i el seu adjunt són testimonis de fets estranys i inexplicats. No triguen a descobrir l'horror: un niu de formigues gegants procedents de mutacions, que amenacen d'envair el país, però també la terra sencera.
Comença llavors una lluita acarnissada...

## Repartiment
- James Whitmore: el sergent de Policia Ben Peterson
- Edmund Gwenn: el doctor Harold Medford
- Joan Weldon: la doctora Patricia Medford
- James Arness: Robert Graham
- Onslow Stevens: el general Robert O'Brien
- Sean McClory: el major Kibbee
- Chris Drake: el soldat Ed Blackburn
- Olin Howlin: Jensen

I, entre els actors que no surten als crèdits:
- Willis Bouchey: Un oficial a la reunió
- Ann Doran: La psiquiatra infantil
- Cliff Ferre: Cliff
- Charles Meredith

## Al voltant de la pel·lícula
- El rodatge s'ha desenvolupat als estudis Warner Bros de Burbank, així com a Los Angeles i Palmdale.
- Les formigues gegants són construïdes segons la seva talla suposada i són animades per cable.
- Destacar una petita aparició (no als crèdits) de Leonard Nimoy en el paper d'un sergent dels Força Aèria dels Estats Units d'Amèrica.
- El grup The Misfits va fer una cançó titulada Them la lletra de la qual és basada en la pel·lícula.

## Premis i nominacions

### Premis
- 1955. Millor muntatge de so per la Motion Picture Sound Editors

### Nominacions
- 1955. Oscar als millors efectes visuals